# ダニエル・アウベス・ダ・シウヴァ
ダニエル・アウベス・ダ・シウヴァ（ポルトガル語: Daniel Alves da Silva, 2002年4月1日 - ） は、ブラジル出身のプロサッカー選手。ポジションはディフェンダー。アマランテFC 所属。

## 来歴
SEパルメイラスの下部組織出身。2019年にはU-17ブラジル代表の一員として、ペルーで開催された南米U-17選手権に参加した（ベンチ入りのみで出場機会無し）。
2021年12月26日、ジェフユナイテッド千葉に期限付き移籍で加入することが発表された。なおこの時、サッカーブラジル代表のダニエウ・アウヴェスと同姓同名であることが一部で話題になった。
2022年10月27日、期限付き移籍満了による退団が発表された。
2023年8月28日、無所属期間を経てCDサンタ・クララU-23への完全移籍が発表された。

## 個人成績
| 国内大会個人成績 | 国内大会個人成績 | 国内大会個人成績 | 国内大会個人成績 | 国内大会個人成績 | 国内大会個人成績 | 国内大会個人成績 | 国内大会個人成績 | 国内大会個人成績 | 国内大会個人成績 | 国内大会個人成績 | 国内大会個人成績 |
| 年度             | クラブ           | 背番号           | リーグ           | リーグ戦         | リーグ戦         | リーグ杯         | リーグ杯         | オープン杯       | オープン杯       | 期間通算         | 期間通算         |
| 年度             | クラブ           | 背番号           | リーグ           | 出場             | 得点             | 出場             | 得点             | 出場             | 得点             | 出場             | 得点             |
| 日本             | 日本             | 日本             | 日本             | リーグ戦         | リーグ戦         | リーグ杯         | リーグ杯         | 天皇杯           | 天皇杯           | 期間通算         | 期間通算         |
| ---------------- | ---------------- | ---------------- | ---------------- | ---------------- | ---------------- | ---------------- | ---------------- | ---------------- | ---------------- | ---------------- | ---------------- |
| 2022             | 千葉             | 33               | J2               | 12               | 0                | -                | -                | 0                | 0                | 12               | 0                |
| 通算             | 日本             | 日本             | J2               | 12               | 0                | -                | -                | 0                | 0                | 12               | 0                |
| 総通算           | 総通算           | 総通算           | 総通算           | 12               | 0                | -                | -                | 0                | 0                | 12               | 0                |